# Senato del Nuovo Messico
Il Senato del Nuovo Messico è la camera alta dell'Assemblea generale del Nuovo Messico, la legislatura dello Stato del Nuovo Messico. Il Senato conta 42 membri, ognuno rappresentante di un distretto che comprende circa 43 340 abitanti. I senatori sono eletti ogni quattro anni per un mandato di pari durata, senza limiti di termine.
Il Senato si riunisce nel Campidoglio a Santa Fe.

## Composizione del Senato
| Affiliazione               | (parte)ito  | (parte)ito   | Totale |         |
| -------------------------- | ----------- | ------------ | ------ | ------- |
| Affiliazione               |             |              | Totale |         |
| Affiliazione               | Democratici | Repubblicani | Totale | Vacanti |
| Fine 2008                  | 24          | 18           | 42     | 0       |
|                            |             |              |        |         |
| 2009-2012                  | 27          | 15           | 42     | 0       |
|                            |             |              |        |         |
| Inizio 2013                | 25          | 17           | 42     | 0       |
| 14 marzo 2015              | 24          | 17           | 41     | 1       |
| 3 aprile 2015              | 24          | 18           | 42     | 0       |
|                            |             |              |        |         |
| Inizio 2017                | 26          | 16           | 42     | 0       |
| Ultima percentuale di voto | 61.9%       | 38.1%        |        |         |

### Leadership
| Posizione                   | Senatore         | Distretto |
| --------------------------- | ---------------- | --------- |
| Presidente/Vice Governatore | John Sanchez     |           |
| Presidente pro tempore      | Mary Kay Papen   | 32        |
| Leader della maggioranza    | Peter Wirth      | 29        |
| Majority Whip               | Michael Padilla  | 36        |
| Leader della minoranza      | Stuart Ingle     | 27        |
| Minority Whip               | William H. Payne | 20        |

### Membri attuali
| Distretto | Rappresentante      | (parte)ito | Residenza    | Eletto nel | Contea rappresentata                                                                                          |
| --------- | ------------------- | ---------- | ------------ | ---------- | --- |
| 1         | William E. Sharer   | Rep        | Farmington   | 2000       | San Juan (parte)e)                                                                                            |
| 2         | Steven P. Neville   | Rep        | Aztec        | 2004       | San Juan (parte)e)                                                                                            |
| 3         | John Pinto          | Dem        | Gallup       | 1976       | McKinley (parte)e), San Juan (parte)e)                                                                        |
| 4         | George K. Muñoz     | Dem        | Gallup       | 2008       | Cibola (parte)e), McKinley (parte)e), San Juan (parte)e)                                                      |
| 5         | Richard C. Martinez | Dem        | Española     | 2000       | Los Alamos (parte)e), Rio Arriba (parte)e), Sandoval (parte)e), Santa Fe (parte)e)                            |
| 6         | Carlos R. Cisneros  | Dem        | Questa       | 1984       | Los Alamos (parte), Rio Arriba (parte), Santa Fe (parte), Taos (parte)                                        |
| 7         | Pat Woods           | Rep        | Broadview    | 2012       | Curry (parte), Quay (parte), Union                                                                            |
| 8         | Pete Campos         | Dem        | Las Vegas    | 1991       | Colfax, Guadalupe, Harding, Mora, Quay (parte), San Miguel (parte), Taos (parte)                              |
| 9         | John M. Sapien      | Dem        | Corrales     | 2008       | Bernalillo (parte), Sandoval (parte)                                                                          |
| 10        | Candace Gould       | Rep        | Albuquerque  | 2017       | Bernalillo (parte), Sandoval (parte)                                                                          |
| 11        | Linda M. Lopez      | Dem        | Albuquerque  | 1996       | Bernalillo (parte)                                                                                            |
| 12        | Jerry Ortiz y Pino  | Dem        | Albuquerque  | 2004       | Bernalillo (parte)                                                                                            |
| 13        | Bill B. O'Neill     | Dem        | Albuquerque  | 2012       | Bernalillo (parte)                                                                                            |
| 14        | Michael Padilla     | Dem        | Albuquerque  | 2012       | Bernalillo (parte)                                                                                            |
| 15        | Daniel A. Ivey-Soto | Dem        | Albuquerque  | 2012       | Bernalillo (parte)                                                                                            |
| 16        | Cisco McSorley      | Dem        | Albuquerque  | 1996       | Bernalillo (parte)                                                                                            |
| 17        | Mimi Stewart        | Dem        | Albuquerque  | 2015       | Bernalillo (parte)                                                                                            |
| 18        | Bill Tallman        | Dem        | Albuquerque  | 2017       | Bernalillo (parte)                                                                                            |
| 19        | James P. White      | Rep        | Albuquerque  | 2017       | Bernalillo (parte), Sandoval (parte), Santa Fe (parte), Torrance (parte)                                      |
| 20        | William H. Payne    | Rep        | Albuquerque  | 1996       | Bernalillo (parte)                                                                                            |
| 21        | Mark Moores         | Rep        | Albuquerque  | 2012       | Bernalillo (parte)                                                                                            |
| 22        | Benny Shendo        | Dem        | Jemez Pueblo | 2012       | Bernalillo (parte), McKinley (parte), Rio Arriba (parte), San Juan (parte), Sandoval (parte)                  |
| 23        | Sander Rue          | Rep        | Albuquerque  | 2008       | Bernalillo (parte)                                                                                            |
| 24        | Nancy Rodriguez     | Dem        | Santa Fe     | 1996       | Santa Fe (parte)                                                                                              |
| 25        | Peter Wirth         | Dem        | Santa Fe     | 2004       | Santa Fe (parte)                                                                                              |
| 26        | Jacob R. Candelaria | Dem        | Albuquerque  | 2012       | Bernalillo (parte)                                                                                            |
| 27        | Stuart Ingle        | Rep        | Portales     | 1984       | Chaves (parte), Curry (parte), De Baca, Lea (parte), Roosevelt                                                |
| 28        | Howie C. Morales    | Dem        | Silver City  | 2008       | Catron, Grant, Socorro (parte)                                                                                |
| 29        | Gregory Baca        | Rep        | Belen        | 2017       | Bernalillo (parte), Valencia (parte)                                                                          |
| 30        | Clemente Sanchez    | Dem        | Grants       | 2012       | Cibola (parte), McKinley (parte), Socorro (parte), Valencia (parte)                                           |
| 31        | Joseph Cervantes    | Dem        | Las Cruces   | 2012       | Doña Ana (parte)                                                                                              |
| 32        | Cliff R. Pirtle     | Rep        | Roswell      | 2012       | Chaves (parte), Eddy (parte), Lincoln (parte)                                                                 |
| 33        | William F. Burt     | Rep        | Alamogordo   | 2010       | Chaves (parte), Lincoln (parte), Otero (parte)                                                                |
| 34        | Ron Griggs          | Rep        | Alamogordo   | 2012       | Eddy (parte), Otero (parte)                                                                                   |
| 35        | John Arthur Smith   | Dem        | Deming       | 1989       | Doña Ana (parte), Hidalgo, Luna, Sierra                                                                       |
| 36        | Lee S. Cotter       | Rep        | Las Cruces   | 2012       | Doña Ana (parte)                                                                                              |
| 37        | William P. Soules   | Dem        | Las Cruces   | 2012       | Doña Ana (parte), Sierra (parte)                                                                              |
| 38        | Mary Kay Papen      | Dem        | Las Cruces   | 2000       | Doña Ana (parte)                                                                                              |
| 39        | Liz Stefanics       | Dem        | Cerrillos    | 2017       | Bernalillo (parte), Lincoln (parte), Santa Fe (parte), San Miguel (parte), Torrance (parte), Valencia (parte) |
| 40        | Craig W. Brandt     | Rep        | Rio Rancho   | 2012       | Sandoval (parte)                                                                                              |
| 41        | Carroll H. Leavell  | Rep        | Jal          | 1996       | Eddy (parte), Lea (parte)                                                                                     |
| 42        | Gay G. Kernan       | Rep        | Hobbs        | 2001       | Chaves (parte), Eddy (parte), Lea (parte)                                                                     |